# Pauline Maria Tutein

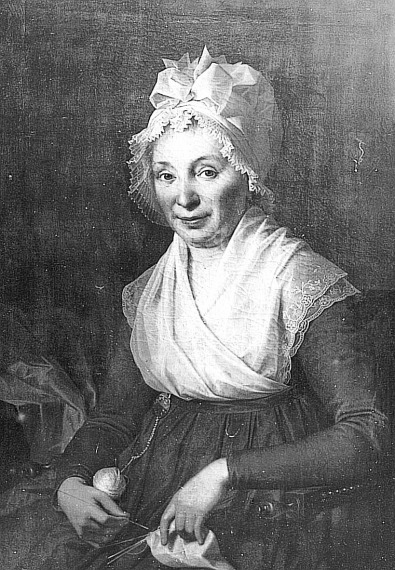
Porträt von Pauline Maria Tutein, gemalt von Jens Juel.

Pauline Maria Tutein, geb. Rath (* 24. Dezember 1725 in Stolzenau, Kurfürstentum Braunschweig-Lüneburg, Heiliges Römisches Reich; † 28. Dezember 1799 in Kopenhagen, Dänemark) war eine deutsch-dänische Philanthropin. Sie wurde durch ihre Spende für die Gründung einer deutschsprachigen Mädchenschule, die Sankt Petri Schule in Kopenhagen, bekannt.

## Leben und Werk
Tutein war vermutlich die Tochter des Landvogts Bernhardt Rath und Dorothea Stäckelmann. Sie heiratete den Textilfabrikanten Ernst Bruckner, mit dem sie nach Kopenhagen zog. Ihr Ehemann gründete eine Strumpffabrik, die ihr aus Mannheim stammender zweiter Ehemann Peter Pierre Tutein übernahm, den sie nach dem Tod von Bruckner am 12. Mai 1756 geheiratet hatte.

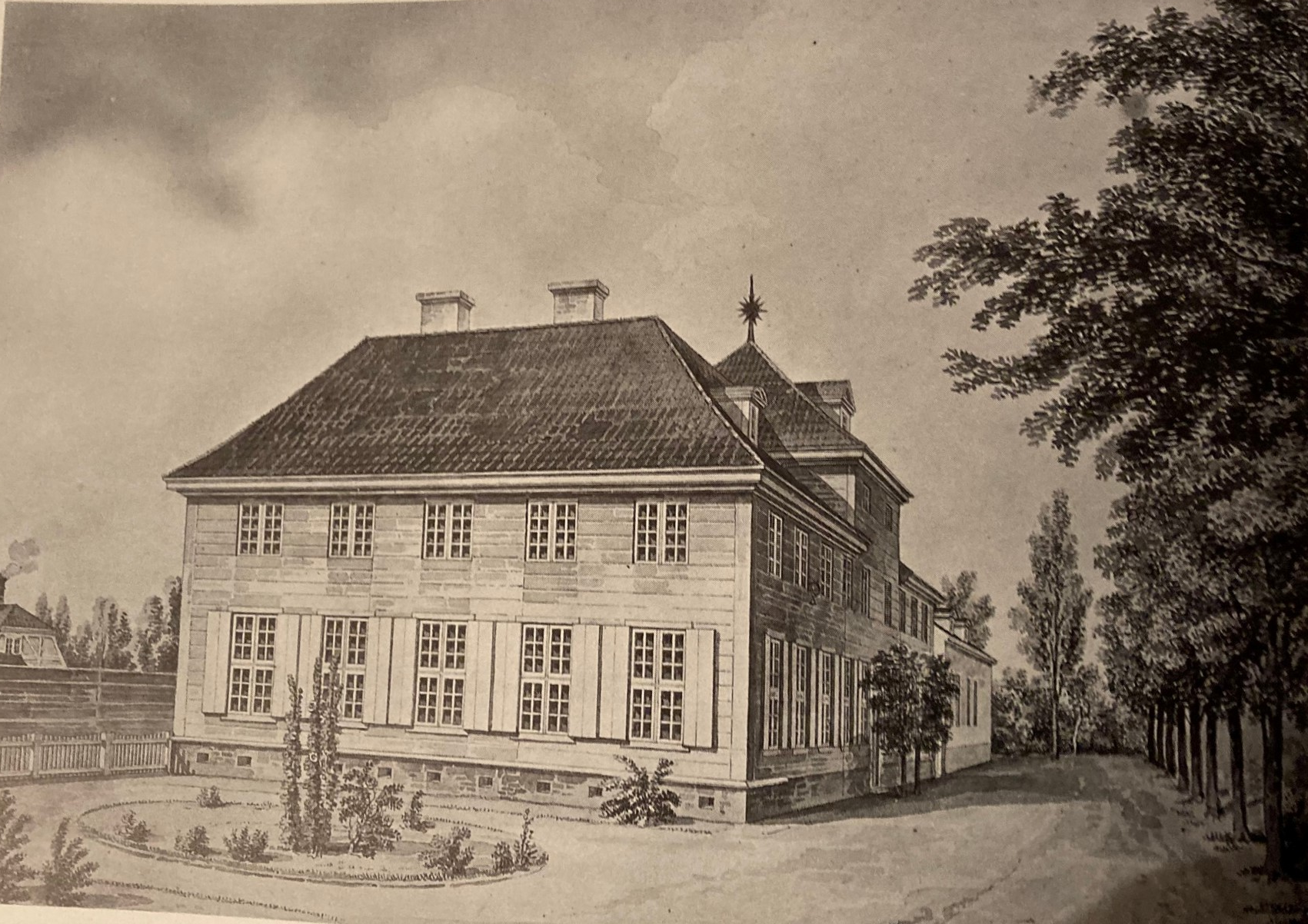
Sneglebakken in Lyngby, 1823

Ihr zweiter Ehemann war 1748 nach Kopenhagen gezogen, wo er 1756 begann mit chinesischen und ostindischen Waren zu handeln, was sich zu einem beträchtlichen Spekulations- und Kommissionsgeschäft entwickelte. 1769 wurde er Mitglied der Grosserer-Societet. Ab 1783 besaß er das Landgut Sneglebakken in Lyngby. Tutein lebte mit ihrer Familie sparsam und ohne übertriebenen Luxus. 1796 spendete sie 4000 dänische Reichstaler für die Gründung einer Mädchenschule innerhalb der Sankt Petri Schule in Kopenhagen.
Tutein starb 1799 nur 3 Wochen nach ihrem Ehemann und wurde mit ihm auf dem Assistens-Friedhof begraben.
Tutein hatte vier Kinder. Ihr Sohn Friederich Tutein führte das Handelshaus der Familie nach dem Tod ihres Ehemanns unter dem Namen Fr. Tutein & Co. weiter. Ihre Tochter Pauline Dorothea Tutein (* 31. März 1764; † 18. April 1814), heiratete Hartvig Marcus Frisch.
Tuteins Porträt von Jens Juel aus dem Jahr 1779 ist auf der Vorderseite der 20-Kronen-Banknote von 1980 abgebildet.